# Border Line (film)
Cet article possède un paronyme, voir Borderline.
Pour plus de détails, voir Fiche technique et Distribution.
Border Line (La llegada) est un film belgo-espagnol réalisé par Alejandro Rojas et Juan Sebastián Vasquez, sorti en 2022.
Le film suit Diego, arrivés à l'aéroport de Newark en provenance de Barcelone pour commencer une nouvelle vie, urbaniste vénézuélien, et Elena, danseuse contemporaine. Ils sont soumis à un interrogatoire poussé par les services de l'immigration sur leurs raisons de s'installer aux États-Unis.

## Synopsis
Diego (Alberto Ammann) et Helena (Bruna Cusí) sont en couple et ont décidé d'émigrer aux États-Unis : ils quittent Barcelone et voyagent en avion jusqu'à New York, où ils doivent changer d'avion en quelques heures pour arriver à Miami. Diego est originaire du Venezuela et est arrivé en Espagne il y a quelques années, où il a fait des études d'urbaniste. Héléna est originaire de Barcelone et est danseuse. Le couple n'est pas officiellement marié, mais a officialisé un partenariat civil.
Cependant, à l'aéroport de Newark, tout ne se passe pas comme prévu : au contrôle des passeports, le couple est, pour une raison quelconque, redirigé vers un contrôle supplémentaire, après quoi il est invité à se rendre dans une pièce séparée. Là, leurs bagages sont fouillés et on leur demande d'éteindre et de ranger leurs téléphones portables. Diego tente de leur parler de leur vol de correspondance et de leur dire que son frère les attend à l'extérieur de l'aéroport, qu'ils avaient convenu de rencontrer avant le transfert. Mais le personnel de l'aéroport ne lâche rien. Une employée entre dans la pièce et commence à interroger le couple, et il s'avère que la femme parle bien l'espagnol. Elle interroge Diego et Helena en détail sur leur vie antérieure et leur décision d'émigrer. Il s'avère que le couple se connaît depuis trois ans. Avant cela, Diego correspondait avec une Américaine de Miami, de dix ans son aînée. Bien qu'ils ne se soient jamais rencontrés en personne, Diego était fiancé à cette Américaine et s'apprêtait à venir aux États-Unis avec un visa de mariage. À la même époque, Diego rencontre Héléna et cesse bientôt de correspondre avec l'Américaine. Héléna, qui n'était pas au courant, est impressionnée par ces révélations, et un employé de l'aéroport demande à un collègue d'emmener la jeune fille dans une autre pièce et de lui donner de l'eau. Seul Diego est alors interrogé, un collègue masculin se joignant à la femme pour mener l'interrogatoire à deux. Les interrogateurs soulignent qu'il leur appartient de décider si Diego et Helena sont autorisés à entrer dans le pays. L'interrogatoire révèle également qu'Helena n'est jamais allée au Venezuela depuis qu'ils se connaissent et que Diego avait l'intention de transférer ses parents du Venezuela en Espagne en raison de la situation politique difficile dans son pays. Comme le couple a quitté l'Espagne, il est évident que Diego voudra à l'avenir installer ses parents aux États-Unis. Diego est envoyé dans une salle d'attente et l'interrogatoire se poursuit avec Helena. Les agents la forcent à répondre aux questions les plus douloureuses et les plus délicates, et lorsqu'ils apprennent qu'Héléna est danseuse, un homme lui demande de danser quelque chose. Héléna, presque brisée, est prête à le faire, mais l'homme l'en empêche. La femme lui rappelle que c'est Héléna qui a gagné la loterie des visas et qu'en principe, elle aurait pu être autorisée à entrer seule, sans Diego, mais Héléna n'est pas d'accord avec cette option. On demande à Héléna si elle était au courant des fiançailles de Diego avec une Américaine il y a quelques années, et elle répond qu'elle ne le savait pas. La même question a déjà été posée à Diego, qui dit avoir tout raconté à Héléna.
Les téléphones et les ordinateurs portables du couple sont confisqués afin de leur cacher toute information. Héléna est remise à Diego dans la salle d'attente. Au début, elle s'assoit à l'écart de Diego, se sentant aliénée. Plus tard, le couple est invité à se rendre à un guichet où un employé tamponne leurs passeports et leur remet leurs documents, téléphones et ordinateurs portables en leur disant : « Bienvenue aux États-Unis ! ».

## Fiche technique
Sauf indication contraire, les informations mentionnées dans cette section peuvent être confirmées par la base de données cinématographiques IMDb,  présente dans la section « Liens externes ».
- Titre : Border Line
- Titre original : La llegada
- Titre international : Upon Entry
- Réalisation et scénario : Alejandro Rojas et Juan Sebastián Vasquez
- Musique : Raquel Torras
- Costumes : Alice Bocchi
- Photographie : Juan Sebastián Vasquez
- Montage : Emanuele Tiziani
- Production : Sergio Adrià, Carlos Juárez, Alba Sotorra, Carles Torras et Xosé Zapata
  - Coproduction : Alberto Ammann
- Pays de production :  Espagne et  Belgique
- Langues originales : anglais, espagnol et catalan
- Format : couleurs - 1,85:1
- Genre : drame
- Durée : 77 minutes
- Dates de sortie :
  - Espagne : 16 juin 2023
  - France : 1er mai 2024

## Distribution
- Alberto Ammann (VF : Jean-Marco Montalto) : Diego
- Bruna Cusí (VF : Sophie Planet) : Elena
- Ben Temple (en) : l'agent Barrett
- Laura Gómez (VF : Isabelle Desplantes) : l'agent Vásquez

 Source et légende : version française (VF) sur RS Doublage et carton du doublage français.

## Accueil

### Accueil critique
En France, le site Allociné propose une moyenne de 3,6⁄5, d'après l'interprétation de 16 critiques de presse.

### Distinctions

#### Récompenses
- Reims Polar 2023 : prix du public et prix Police[3],[4]
- Prix Feroz 2024 : meilleur scénario[5],[6]
- Prix Gaudí 2024 : meilleur scénario original[7]
- Festival Premiers Plans d'Angers 2024 : grand prix du jury[8].

#### Nominations
- Prix Feroz 2024 : meilleur film dramatique, meilleur acteur pour Alberto Ammann
- Prix Gaudí 2024 : meilleur film en langue non-catalane, meilleur nouveau réalisateur, meilleure actrice pour Bruna Cusí, meilleur acteur pour Alberto Ammann
- Prix Goya 2024 : meilleur acteur pour Alberto Ammann, meilleur scénario original et meilleur nouveau réalisateur